# Mespuits
 Mespuits  es una población y comuna francesa, ubicada en la región de Isla de Francia, departamento de Essonne, en el distrito de Étampes y cantón de Méréville.

## Demografía
| 133 | 131 | 143 | 138 | 138 | 154 |
| Para los censos de 1962 a 1999 la población legal corresponde a la población sin duplicidades (Fuente: INSEE [Consultar]) |     |     |     |     |     |